# Tutti Frutti Band
Tutti Frutti Band, verkürzt: Tutti Frutti war eine kroatische und ehemals jugoslawische Rock- und Popband aus Split.
Gegründet wurde diese gegen Mitte der 1980er Jahre von Tomo Mrduljaš und Nenad Ninčević. Besondere Anerkennung erlangte die Band mit dem Lied Dalmacijo über die Region Dalmatien, welches später zu einer von vielen Hymnen des kroatischen Fußballvereins Hajduk Split, wurde.

## Geschichte
Die Band wurde 1985 in Split vom Gitarristen Tomo Mrduljaš und Liedtexter Nenad Ninčević, gegründet. Die drei weiteren Mitglieder der Originalbesetzung waren Ivo Amulić, Nenad Bego Lesh und Vojo Stojanović. Bekannt wurde die Band mit dem Album Brzi Vlak U Nogama im Jahr 1986. Zu dieser Zeit trug die Band noch den Namen Tutti Frutti Balkan Band. Im Jahr 1989 erfolgte eine Teilnahme am Popmusikfestival von Split, mit dem Lied Kad Sam Bio Lijep I Mlad.
Im Jahr 2010 wurde die Band für kurze Zeit wiedergegründet. Nach der Veröffentlichung des Albums Pivo & Tequila erfolgte noch im selben Jahr eine erneute Auflösung.

## Diskografie

### Alben
- 1986: Brzi Vlak U Nogama[1]
- 1987: Gore Iznad Oblaka
- 1988: Stvari Lagane
- 1989: Krila Leptira
- 1990: Opusti Se I Uživaj
- 1992: Vozio Sam Cijelu Noć
- 1996: Ruže & Vino
- 2010: Pivo & Tequila

### Singles
- 1986: Poštari Ne Zvone Dvaput / Ti Me Izluđuješ[1]
- 1987: Ne Bojim Se Drugova Tvoga Frajera
- 1988: Sjećanja Jednog Mangupa
- 1989: Krila Leptira / Gola Kraljica
- 1990: Da Li Si Me Sanjala
- 19??: Ko Te Noćas Vozi Kući / Titti Fritti Djevojka

### Kompilationen
- 1992: Sjećanja Jednog Mangupa[1]
- 2007: Zlatna Kolekcija